# 士
士（し）とは、前近代東アジアにおいて、政治上の統治階級にいる人物、または有能・有徳の人物を指す。

## 中国の士
周代の身分制社会構造で支配者層は、周王の下に諸侯・卿・大夫・士で構成されて官職と邑（都市国家）を世襲していた。士は支配階層の最下層に位置していた。
春秋時代中頃以降は、この階層秩序が崩壊して官職や土地を失うものも現れ、世襲の官職や土地に基づかず、持ち前の能力によって仕官する新しい支配者層が「士」とされるようになった。
秦・漢になると、古き身分制社会は姿を消し、皇帝による中央集権国家が作られ、民を支配するのが皇帝の手足である「吏」となると、士は在野在朝の有能有徳の人物を意味するようになった。
三国時代になると在野の士が積極的に求められ、魏・晋は九品官人法という官吏採用法によって士を官吏に登用し、士による政権が誕生することになった。
やがて九品官人法による官吏登用が才能よりも門地が優先されるようになっていくと、士も門閥貴族化し、「士族」と呼ばれるようになる。
宋代、科挙という試験にもとづく官吏登用が一般化すると、貴族政治から中央集権体制へと移行し、読書人が文人官僚となり、士と大夫を併せた「士大夫」といわれる支配階層が成立した。やがて士大夫のための新しい学問が模索され、儒学に朱子学などが登場することになった。

## 朝鮮半島の士
朝鮮半島では、士は身分制度の最上位の位置を占めて社会の恩恵を最大限に享受する一方で、納税や軍役などの義務はほぼ負わなかった。19世紀に朝鮮半島を訪れたイザベラ・バードは『朝鮮紀行』の中で士族を吸血鬼に例えている。